# Α-氧化

α-氧化的步骤

α-氧化是脂肪酸降解的一种方式，不过较β-氧化少见。其中，α-氧化是指在α-碳上的氧化。这种代谢途径发生在某些因β-碳被封闭（如连有甲基）而无法进行β-氧化的脂肪酸中，例如植烷酸；其产物通常可以因此进入β-氧化而按照常例被代谢掉。
不同于β-氧化的是，α-氧化可以发生在游离的脂肪酸上，不需脂肪酸与ATP形成混酐而被活化；而且，这种过程不产生ATP，既可在内质网发生，也可在线粒体或过氧化物酶体发生。

## 途径
下面以植烷酸为例说明α-氧化的过程（这一过程被认为是完全在过氧化物酶体中进行的）。
1. 植烷酸与CoA缩合，产生植烷酰CoA。
2. 植烷酰CoA在植烷酰CoA双加氧酶催化和 Fe2+、O2、维生素C存在下，被氧化为2-羟基植烷酰CoA。
3. 2-羟基植烷酰CoA在2-羟基植烷酰CoA裂合酶作用下，发生裂解，产生降植烷醛（少一个碳）和甲酰CoA。这一反应需要TPP。（甲酰CoA继续被降解，可分别产生甲酸根离子和二氧化碳）
4. 降植烷醛在醛脱氢酶催化下被氧化为降植烷酸，而降植烷酸由于β-碳不再封闭（原有甲基已被"移"至α-碳上），因此可以进入β-氧化。

## 缺乏症
植烷酸和其前体植烷醇大量存在于人的饮食中，因此α-氧化在体内十分重要。然而，有一种Refsum氏病的患者，先天缺乏α-氧化的相关酶（常见为植烷酰CoA双加氧酶），导致植烷酸在体内积累，从而造成神经损伤。